# Смерть Орфея (фильм)
Смерть Орфея (груз. ორფეოსის სიკვდილი) — драматический фильм 1996 года, снятый Георгием Шенгелая.

## Сюжет
В фильме использованы некоторые мотивы произведений Германа Гессе и Владимира Набокова.
В течение всего фильма исполняется трагическая баллада об Орфее и Эвридике.
Профессор энтомологии Вахтанг Итриели опубликовал несколько статей, в которых резко осудил грузинский национализм. Он призывает к гражданскому согласию во имя общечеловеческих идеалов. За это его преследуют националисты, угрожающие изгнанием из университета. Вахтанг встречает девушку Нино. Она с пониманием относится к проблемам Вахтанга. Он, в свою очередь, чувствует опасность, нависшую над девушкой из-за её наркозависимости и связи с бандитами и, как может, пытается защитить её… Но силы явно неравны, так как бандиты тесно сотрудничают с националистами, которые объявили охоту на профессора Итриели. Нино погибает от шальной пули, когда бандиты пытаются застрелить Вахтанга. Не вынеся утраты, Вахтанг уходит из жизни…

## В ролях
- Зураб Кипшидзе — Вахтанг Итриели
- Нино Касрадзе — Нино
- Ираклий Чарквиани — гитарист в клубе
- Кахи Кавсадзе — Элизбар, художник-звиадист
- Зураб Бегалишвили — бандит, владелец джипа
- Шорена Патарая — Тамрико
- Дато Гоциридзе — Гога
- Берта Хапава — Анико
- Дареджан Харшиладзе — Зайра
- Георгий Чкония — Юра
- Паата Моисцрапишвили — националист
- Теймураз Киладзе — водитель джипа